# Мардарій Затвірник
Мардарій Затвірник або Мардарій Печерський — український православний святий, Києво-Печерський чернець.

## Життєпис
Преподобний Мардарій був ченцем Печерського монастиря в XIII ст. Святий відзначався як великий посник і молитовник. У своїй келії він не мав нічого, крім одягу, який носив щодня. Преподобний намагався бути досконалим не тільки в постах, молитвах, слухняності та інших чеснотах, але і в безкорисливості та вбогості. 
По рукописних святцях та в богослужбовій літературі подвижник Мардарій називається “безкорисливим”, а по напису біля мощей – “безкелійним”.
Під кінець життя Мардарій закрився в тісній печері й там до кінця свого життя догоджав Богові. 
Його нетлінні мощі знаходяться в Дальніх печерах, навпроти нетлінних мощей Амона Затвірника

В акафісті всім Печерським преподобним про нього сказано: 
|  | «Радуйся, Мардарію, бо вбогість і нестяжання ти любив». |

## Іконографія
На зображеннях Собору Києво-Печерських святих святий представлений, як правило, в правій групі в чернечому вбранні, справа від Руфа Затвірника, в ряду іноків, які спочивають у Дальніх печерах.

## Пам'ять
Пам’ять преподобного Мардарія вшановується 26 грудня (13 грудня за ст. ст.).